# José Tafalla Negrete
José Tafalla Negrete (1636-1696) fue un poeta y jurista español, Abogado de los Reales Consejos de Aragón, que desarrolló su actividad entre Zaragoza y Madrid.

## Biografía
Era hijo de Bartolomé José Tafalla Polinillo (1614-1660), boticario, precursor de los novatores, y nieto de Bartolomé Tafalla, también boticario. Al no dedicarse José a la profesión paterna, la botica familiar (llamada «de San Pablo») pasó a ser regentada por un primo suyo, Juan Manuel Nadal Tafalla.
Su proximidad al grupo de los novatores aragoneses le hace separarse de las modas literarias de finales del siglo XVII, a excepción del contrafacto barroco y aspectos léxicos. Su obra poética consiste fundamentalmente en poemas descriptivos, introduciendo algunos de los elementos que definirán el pensamiento ilustrado, como la importancia de la razón y su identificación con la luz, la aceptación de la educación de la mujer, la identificación de nobleza con virtud, y, estilísticamente, la sencillez y los periodos simples, con escasez de hipérbatos. Entre ellos hay muchos villancicos, jácaras y jacarandinas sobre santos.
Sus temas, habitualmente cotidianos, anecdóticos y triviales, permiten identificarle con el genus humile o la descalificación de su estilo como prosaísmo («demasiada llaneza de la expresión, o en la insulsez y trivialidad del concepto») o estilo llano, que comparte con un grupo de autores tardobarrocos o ultrabarrocos, como los poetas Vicente Sánchez y José Pérez de Montoro o el novelista Miguel de Montreal.

Bien grande es la [utilidad] que encierran estas poesías de don José Tafalla, pues no siendo inferiores a los énfasis heroicos de Góngora, a las dulces suavidades de Lope, a las provechosas moralidades de los Leonardos, a la propiedad de frases de Ulloa, a los profundos conceptos de Solís, a las saladas discreciones de Montoro, ni a los vivos picantes de Quevedo, brilla con una especial gracia, que no se encuentra en los otros
Pedro Miguel Samper, 1706.

## Obra publicada
- Ramillete poético de las discretas flores. Editado póstumamente por Manuel Román, Zaragoza, 1706. Contiene 382 poemas, de los que 183 son romances, 68 décimas, 45 sonetos, 36 quintillas, 17 letras líricas, 8 redondillas, 6 canciones petrarquistas, 4 silvas, 4 madrigales, 4 seguidillas, 3 chambergas, 2 liras y 2 octavas reales.[7]